# Holanda Esporte Clube
El Holanda Esporte Clube es un equipo de fútbol de Brasil que juega en el Campeonato Amazonense Serie B, la segunda división del estado de Amazonas. En 2008 participa por primera vez en el Campeonato Brasileño de Serie C, la tercera división nacional.

## Historia
Fue fundado el 24 de octubre de 1984 en el municipio de Rio Preto da Eva del Amazonas con el nombre Curumim como un equipo de categoría aficionada y sus colores eran amarillo y azul como parte de la liga aficionada de Aleixo.
El club es refundado el 21 de octubre de 2007 con el fin de participar como equipo profesional en los torneos estatales como el quinto equipo profesional de Amazonas. El club cambió sus colores por el anaranjado y el negro, era conocido como Naranja Mecánica por el hecho de tener el nombre del entonces país finalista de la Copa Mundial de Fútbol en dos ocasiones en los años 1970 y también porque el municipio de Rio Preto da Eva es el mayor productor de naranja en el estado de Amazonas. Un año después se convierte en el segundo equipo en ganar el Campeonato Amazonense en su primera participación en la liga solo después del desaparecido Manaos Athletic Club en 1914.
En 2008 participa por primera ocasión en un torneo a escala nacional, en el Campeonato Brasileño de Serie C, en la que supera la primera ronda al ganar su grupo clasificatorio, pero es eliminado en la segunda ronda al terminar tercero en su grupo entre cuatro equipos solo superando al Clube do Remo del estado de Pará, finalizando en el lugar 27 entre 63 equipos.
Al año siguiente juega por primera vez en la Copa de Brasil en la que fue eliminado en la primera ronda por el Coritiba FC del estado de Paraná con marcador de 1-5.
Debido a reparaciones en el estadio el club tuvo un pésimo torneo que lo descendió a la segunda división estatal, y al no tener recursos para jugar la temporada de segunda división se le fue retirado el permiso de competición, permiso que le fue regresado al año siguiente, logrando el regreso al Campeonato Amazonense por situaciones extra cancha.

## Palmarés
- Campeonato Amazonense: 1

2008
- Copa Ciudad de Manaos: 1

2008
- Campeonato Amazonense Serie B: 1

2007
- Torneo Inicio Amazonense: 1

2008
- Copa Amazonense: 1

2007